# Senlis-le-Sec
Senlis-le-Sec é uma comuna francesa na região administrativa de Altos da França, no departamento de Somme. Estende-se por uma área de 8,28 km². Em 2010 a comuna tinha 303 habitantes (densidade: 36,6 hab./km²).